# Magnus Schjerfbeck
Svante Magnus Schjerfbeck, född 28 juni 1860 i Jakobstad, död 8 maj 1933 i Helsingfors, var en finländsk arkitekt. Han var bror till Helene Schjerfbeck.
Schjerfbeck utexaminerades från Polytekniska institutet i Helsingfors 1881 och inskrevs samma år som extra arkitekt vid Överstyrelsen för allmänna byggnaderna, där han blev medicinalarkitekt 1892, förste arkitekt 1899 och tillförordnad överarkitekt 1914. 
Schjerfbeck utförde ritningar till bland annat Vetenskapliga föreningarnas hus i Helsingfors, statens sjukhus i Joensuu, Sordavala, Kajana, Tammerfors, Kuopio och Viborg, universitetets kliniker i Helsingfors, kommunala sjukhus i Uleåborg och Helsingfors, Nummela sanatorium och Borgå sanatorium, den kejserliga fiskestugan i Langinkoski i Kotka, samt skolbyggnader och privathus. Han ritade också det minnesmärke som restes på Korsholms vallar 1894. Kallad till medlem av kommittén för Åbo domkyrkas restaurering, uppgjorde han två förslag till nämnda kyrkas restaurering. Från 1881 var han lärare i teckning, stillära och ornamentskomposition vid Centralskolan för konstflit. 

## Utmärkelser
- Sankt Stanislausorden, tredje klass,  1898[6]
- Kommendörstecknet av Finlands Vita Ros’ orden[6]

[Redigera Wikidata]